# Saison 1 de Once Upon a Time
Chronologie
Saison 2
Cet article présente les vingt-deux épisodes de la première saison de la série télévisée américaine Once Upon a Time.

## Généralités
La série est diffusée le dimanche à 19 h au Canada, et 20 h aux États-Unis.

## Synopsis
Il était une fois, dans une forêt enchantée vivaient les personnages de contes que nous connaissons, ou que nous pensions connaître. Un jour, à cause d'une terrible malédiction, ils se retrouvèrent coincés dans un monde où toutes leurs fins heureuses leur furent enlevées, notre monde. Une seule personne peut rompre la malédiction : la fille de Blanche-Neige et du Prince Charmant, produit d'un véritable amour.
De nos jours, dans une bourgade du Maine appelée Storybrooke, Emma Swan, une jeune femme au passé trouble, est embarquée pour un merveilleux et tragique voyage par Henry, le fils qu'elle a abandonné 10 ans plus tôt.

## Distribution

### Acteurs principaux
Note : Ici sont listés les acteurs considérés comme principaux par leur cachet.
- Ginnifer Goodwin (VF : Marie-Eugénie Maréchal) : Blanche-Neige / Mary Margaret Blanchard (22/22)
- Jennifer Morrison (VF : Cathy Diraison)  : Emma Swan (22/22)
- Lana Parrilla (VF : Nathalie Homs) : Regina, la Méchante Reine / Regina Mills (22/22)
- Joshua Dallas (VF : Thomas Roditi) : James, le Prince charmant/ David Nolan (18/22)
- Jared S. Gilmore (VF : Enzo Ratsito)  : Henry Mills (21/22)
- Raphael Sbarge (VF : Guillaume Lebon) : Jiminy Cricket / Archibald "Archie" Hopper (9/22)
- Jamie Dornan (VF : Adrien Larmande) : le Chasseur / Shérif Graham (8/22)
- Eion Bailey (VF : Éric Aubrahn) : Pinocchio / August W. Booth[2] (11/22) (crédité au générique à partir de l'épisode 14)
- Robert Carlyle (VF : Boris Rehlinger)  : Rumplestiltskin / M. Gold (19/22)

### Acteurs récurrents
- Meghan Ory (VF : Anne Mathot) : Scarlett, le Petit Chaperon rouge / Ruby
- Beverley Elliot (VF : Mireille Delcroix) : Veuve Lucas / Granny
- Lee Arenberg (VF : Enrique Carballido) : Rêveur puis Grincheux / Leroy
- Keegan Connor Tracy (VF : Léa Gabriele) : la Fée Bleue / la mère supérieure
- Giancarlo Esposito (VF : Thierry Desroses) : Le Génie d'Agrabah puis le Miroir magique / Sidney Glass[3]
- Anastasia Griffith (VF : Laurence Sacquet) : Abigail / Kathryn Nolan[4]
- David Anders (VF : Denis Laustriat) : Victor Frankenstein / Dr Whale[5]
- Alan Dale (VF : Jean Barney) : le roi George / Albert Spencer[6]
- Émilie de Ravin (VF : Karine Foviau) : Belle / Lacey[7] (épisodes 12, 14 et 22)
- Gabe Khouth (VF : Alain Berguig) : Atchoum / Tom Clark
- David Paul Grove (VF : Jean-Marc Charrier) : Prof
- Michael Coleman (VF : Charles Borg) : Joyeux

### Invités
- Tony Amendola (VF : Jean-François Lalet) : Geppetto / Marco (épisodes 1, 5 et 20)
- Jakob Davies : jeune Pinocchio (épisodes 1 et 20)
- Warren Christie (VF : Mathias Kozlowski) : Ryan (épisode 1)
- Kristin Bauer (VF : Dominique Vallée) : Maléfique[8] (épisodes 2 et 22)
- Jessy Schram (VF : Sandra Valentin) : Cendrillon / Ashley Boyd[5] (épisodes 4 et 12)
- Tim Phillipps (VF : Fabrice Fara) : le prince Thomas / Sean Herman (épisodes 4 et 12)
- Catherine Lough Haggquist : Marraine, la bonne Fée (épisode 4)
- Ted Whttall : le roi, père de Thomas / Mitchell Herman (épisode 4)
- Laura Bertram (VF : Marianne Leroux) : Donna (épisode 5)
- Gabrielle Rose : Ruth, la mère de David et James (épisode 6)
- Alex Zahara : le roi Midas, père d'Abigail (épisode 6)
- Dylan Schmid : jeune Baelfire (épisodes 8 et 19)
- Brad Dourif : Zoso[9] (épisode 8)
- Emma Caulfield (VF : Marine Boiron) : la sorcière aveugle faisant prisonnier Hansel et Gretel[10] (épisode 9)
- Nicholas Lea (VF : Guy Chapellier) : le bûcheron / Michael Tillman (épisode 9)
- Richard Schiff (VF : Patrick Messe) : le roi Léopold[11] (épisodes 11 et 18)
- Sage Brocklebank (VF : Sébastien Finck) : Gaston[12] (épisode 12)
- Greyston Holt : Frederick / Jim (épisode 13)
- Aria Pullman (VF : Christèle Billault) : la Sirène (épisode 13)
- Amy Acker (VF : Sybille Tureau) : Nova, la jeune Fée rose / Sœur Astrid[13] (épisode 14)
- Jesse Hutch (VF : Yoann Sover) : Peter (épisode 15)
- Sebastian Stan : Jefferson, le Chapelier Fou[14] (épisodes 17, 21 et 22)
- Roger Daltrey : la Chenille[15] (épisode 17)
- Barbara Hershey (VF : Blanche Ravalec) : Cora[16] (épisode 18)
- Noah Bean (VF : Damien Ferrette) : Daniel, le fiancé de Regina[17] (épisode 18)
- Bailee Madison (VF : Clara Quilichini) : la jeune Blanche-Neige[18] (épisode 18)

## Liste des épisodes

### Épisode 1:Il était une fois
- États-Unis /  Canada : 23 octobre 2011 sur ABC / CTV
- Belgique : 6 août 2012 sur BeTV[19]
- France : 1er décembre 2012 sur M6[20]
- Suisse : 3 décembre 2012 sur RTS
- Québec : 
  - 6 janvier 2014 sur AddikTV[21]
  - 1er avril 2015 sur TVA

- États-Unis : 12,93 millions de téléspectateurs[22] (première diffusion)
- Canada : 1,76 million de téléspectateurs[23] (première diffusion)
- France : 3,57 millions de téléspectateurs[24] (première diffusion)

- David-Paul Grove (Prof)
- Peter Bryant (gardien de prison)
- Tony Amendola (Geppetto/Marco)
- Warren Christie (Ryan)
- Darren Dolynski (garde nerveux)
- Keith Dallas (taximan)
- Tom Pickett (prêtre)
- Darla Fay (vieille femme)
- James Bamford (chevalier noir)

- Once Upon a Time a obtenu les meilleures audiences pour la saison 2011 / 2012 sur le taux des 18–49 ans pour une nouvelle série dramatique[25].
- Dans cet épisode, Blanche-Neige attire un oiseau bleu dans la main et fait écho à Mary Margaret qui relâche un oiseau bleu en dehors de la salle de classe.

### Épisode 2:Le Sort noir
- États-Unis /  Canada : 30 octobre 2011 sur ABC / CTV
- Belgique : 6 août 2012 sur BeTV[19]
- France : 1er décembre 2012 sur M6
- Suisse : 4 décembre 2012 sur RTS
- Québec : 13 janvier 2014 sur AddikTV

- États-Unis : 11,74 millions de téléspectateurs[26] (première diffusion)
- Canada : 1,44 million de téléspectateurs[27] (première diffusion)
- France : 3,5 millions de téléspectateurs[24] (première diffusion)

- David-Paul Grove (Docteur de Storybrooke)
- Tony Perez (le Prince Henry, le père de Regina)
- Patti Allan (Madame Ginger, sorcière aveugle)
- Kristin Bauer (Maléfique)
- Layton Keely (Gnome)
- C. Ernst Harth (homme robuste, ogre effrayé)

- Cet épisode est centré sur la Reine.

### Épisode 3:Le Pont des Trolls
- États-Unis /  Canada : 6 novembre 2011 sur ABC / CTV
- Belgique : 13 août 2012 sur BeTV
- France : 1er décembre 2012 sur M6
- Suisse : 5 décembre 2012 sur RTS
- Québec : 20 janvier 2014 sur AddikTV

- États-Unis : 11,45 millions de téléspectateurs[28] (première diffusion)
- Canada : 1,73 million de téléspectateurs[29] (première diffusion)
- France : 3,36 millions de téléspectateurs[24] (première diffusion)

- David Anders (Docteur Whale)
- Faustino Di Bauda (Walter, Dormeur)
- Mark Gibbon (Troll)
- Amos Stern (chef des chevaliers)
- Lucas Wolf (escorte armée)

- Cet épisode est centré sur Blanche-Neige.
- L'épisode 3 de la saison 3 de la série Charmed s'intitule Once Upon a Time. Il est question également de Trolls.

### Épisode 4:Le Prix à payer
- États-Unis /  Canada : 13 novembre 2011 sur ABC / CTV
- Belgique : 13 août 2012 sur BeTV
- Suisse : 6 décembre 2012 sur RTS
- France : 8 décembre 2012 sur M6
- Québec : 27 janvier 2014 sur AddikTV

- États-Unis : 11,36 millions de téléspectateurs[30] (première diffusion)
- Canada : 1,60 million de téléspectateurs[31] (première diffusion)
- France : 3,09 millions de téléspectateurs[32] (première diffusion)

- Jessy Schram (Ashley, Cendrillon)
- Tim Phillips (Sean, Prince Thomas)
- Jarod Joseph (Billy)
- Natalie Gibson (doctoresse)
- Ted Whittall (Mitchell, le roi)

- Cet épisode est centré sur Cendrillon.

### Épisode 5:La Petite Voix de la conscience
- États-Unis /  Canada : 27 novembre 2011 sur ABC / CTV
- Belgique : 20 août 2012 sur BeTV
- Suisse : 6 décembre 2012 sur RTS
- France : 8 décembre 2012 sur M6
- Québec : 3 février 2014 sur AddikTV

- États-Unis : 10,69 millions de téléspectateurs[33] (première diffusion)
- Canada : 1,44 million de téléspectateurs[34] (première diffusion)
- France : 3,1 millions de téléspectateurs[32] (première diffusion)

- Tony Amendola (Marco, Geppetto)
- Adam Young (pickpocket, jeune Jiminy)
- Morgan Roff (jeune Jiminy)
- Carolyn Hennesy (Myrna, poupée princesse, poupée dragon)
- Harry Groener (Martin, poupée prince)
- Jarod Joseph (Billy)
- Laura Bertram (Donna)
- Luke Camilleri (Stephen)
- Michael Strusievici (garçon)

- Cet épisode est consacré à Jiminy Cricket et un peu Geppetto.
- Les poupées sont visibles dans l'épisode 4.
- Citation de Pongo le chien des 101 Dalmatiens.

### Épisode 6:Le Berger
- États-Unis /  Canada : 4 décembre 2011 sur ABC / CTV
- Belgique : 20 août 2012 sur BeTV
- Suisse :
- France : 8 décembre 2012 sur M6
- Québec : 10 février 2014 sur AddikTV

- États-Unis : 9,66 millions de téléspectateurs[36] (première diffusion)
- Canada : 1,56 million de téléspectateurs[37] (première diffusion)
- France : 2,8 millions de téléspectateurs[32] (première diffusion)

- Alex Zahara (Midas, noble)
- Alan Dale (le roi George)
- Ian Butcher (chevalier corpulent)
- Gabrielle Rose (Ruth, paysanne)
- Demord Dann (aide)
- Matthew MacCaull (Chevalier no 1)
- Robert Maillet (Behemoth)

- Cet épisode est centré sur le Prince Charmant.

### Épisode 7:Le Cœur du chasseur
- États-Unis /  Canada : 11 décembre 2011 sur ABC / CTV
- Belgique : 27 août 2012 sur BeTV
- Suisse :
- France : 15 décembre 2012 sur M6
- Québec : 17 février 2014 sur AddikTV

- États-Unis : 8,92 millions de téléspectateurs[38] (première diffusion)
- Canada : 1,60 million de téléspectateurs[39] (première diffusion)
- France : 2,86 millions de téléspectateurs[40] (première diffusion)

- Scott Heindl (Bartholomew)
- Tristan Jensen (Horatio)
- Kam Kozak (garde noir)
- Howard Siegel (tenancier de la taverne)

- Cet épisode est centré sur le chasseur.

### Épisode 8:Le Ténébreux
- États-Unis /  Canada : 8 janvier 2012 sur ABC / CTV
- Belgique : 27 août 2012 sur BeTV
- Suisse : 13 décembre 2012 sur RTS
- France : 15 décembre 2012 sur M6
- Québec : 24 février 2014 sur AddikTV ; 20 mai 2015 sur TVA

- États-Unis : 10,35 millions de téléspectateurs[41] (première diffusion)
- Canada : 1,30 million de téléspectateurs[42] (première diffusion)
- France : 2,77 millions de téléspectateurs[40] (première diffusion)

- Dylan Schmid (Baelfire)
- Brad Dourif (Le vieux mendiant)
- Patti Allan (Miss Ginger)
- Kate Bateman (mère)
- Ty Olsson (Hordor)
- Conner Dwelly (Marraine)
- Mark Gash (père)
- David-Paul Grove (Prof)
- C. Ernst Harth (l'homme corpulent)

- Cet épisode est centré sur l'histoire de Rumplestiltskin.

### Épisode 9:Hansel et Gretel
- États-Unis /  Canada : 15 janvier 2012 sur ABC / CTV
- Belgique : 3 septembre 2012 sur BeTV
- Suisse : 14 décembre 2012 sur RTS Deux
- France : 15 décembre 2012 sur M6
- Québec : 3 mars 2014 sur AddikTV

- États-Unis : 9,83 millions de téléspectateurs[43] (première diffusion)
- Canada : 1,51 million de téléspectateurs[44] (première diffusion)
- France : 2,65 millions de téléspectateurs[40] (première diffusion)

- Eion Bailey (étranger)
- Quinn Lord (Nicolas, Hansel)
- Karley Scott Collins (Ava, Gretel)
- Nicholas Lea (Michael Tillman, bûcheron)
- Emma Caulfield (sorcière aveugle)
- David Bloom (M. K. Krzyszkowski)
- Osmond Lloyd Bramble (garde de la reine)

### Épisode 10:Le Vol de la colombe
- Canada :
  - 22 janvier 2012 sur CTV Two[45]
  - 28 janvier 2012 sur CTV Montréal et CTV Northern Ontario[46]
- États-Unis : 22 janvier 2012 sur ABC
- Belgique : 3 septembre 2012 sur BeTV
- France : 22 décembre 2012 sur M6
- Québec : 10 mars 2014 sur AddikTV

- États-Unis : 9,33 millions de téléspectateurs[47] (première diffusion)
- Canada : 741 000 téléspectateurs[48] (première diffusion)
- France : 2,96 millions de téléspectateurs[49] (première diffusion)

- Alan Dale (Roi George)
- Kwesi Ameyaw (Dr Thatcher)
- Eion Bailey (étranger)
- Jonathan Holmes (majordome)
- Michasha Armstrong (garde)
- Geoff Gustafson (Furtif)
- David-Paul Grove (Prof)
- Faustino Di Bauda (Dormeur)
- Jeffrey Kaiser (Simplet)
- Mig Macario (Timide)

- Cet épisode est centré sur Blanche-Neige.

### Épisode 11:Le Génie
- États-Unis /  Canada : 29 janvier 2012 sur ABC / CTV
- Belgique : 10 septembre 2012 sur BeTV
- France : 22 décembre 2012 sur M6
- Québec : 17 mars 2014 sur AddikTV

- États-Unis : 10,91 millions de téléspectateurs[50] (première diffusion)
- Canada : 1,58 million de téléspectateurs[51] (première diffusion)
- France : 2,89 millions de téléspectateurs[49] (première diffusion)

- Tony Perez (valet)
- Eion Bailey (l'étranger soit August W. Booth)
- Richard Schiff (le roi Leopold, père de Blanche-Neige)
- David Bloom (Mr K)

- Cet épisode est centré sur le miroir magique / le Génie de la lampe.

### Épisode 12:La Belle et la Bête
- États-Unis /  Canada : 12 février 2012 sur ABC / CTV
- Belgique : 10 septembre 2012 sur BeTV
- France : 29 décembre 2012 sur M6
- Québec : 24 mars 2014 sur AddikTV

- États-Unis : 8,65 millions de téléspectateurs[52] (première diffusion)
- Canada : 1,55 million de téléspectateurs[53] (première diffusion)
- France : 2,98 millions de téléspectateurs[54] (première diffusion)

- Jessy Schram (Ashley, Cendrillon)
- Tim Phillips (Sean, Prince Thomas)
- Emilie de Ravin (Belle)
- Jarod Joseph (Billy)
- Eric Keenleyside (Moe French, Sir Maurice)
- Sage Brocklebank (Gaston)
- Chris Shields (gardien militaire)
- John DeSantis (le pigeon)
- Ingrid Torrance (infirmière de garde)

### Épisode 13:Le Chevalier d'or
- États-Unis /  Canada : 19 février 2012 sur ABC / CTV
- Belgique : 17 septembre 2012 sur BeTV
- France : 29 décembre 2012 sur M6
- Québec : 31 mars 2014 sur AddikTV

- États-Unis : 9,84 millions de téléspectateurs[55] (première diffusion)
- Canada : 1,50 million de téléspectateurs[56] (première diffusion)
- France : 2,9 millions de téléspectateurs[54] (première diffusion)

- Eion Bailey (l'étranger soit August W. Booth)
- Aria Pullman (la sirène)
- Greyston Holt (professeur de gymnastique, Frederick)

- Cet épisode est centré sur le Prince James.

### Épisode 14:Nova et Rêveur
- États-Unis /  Canada : 4 mars 2012 sur ABC / CTV
- Belgique : 17 septembre 2012 sur BeTV
- France : 5 janvier 2013 sur M6
- Québec : 7 avril 2014 sur AddikTV

- États-Unis : 10,67 millions de téléspectateurs[57] (première diffusion)
- Canada : 1,45 million de téléspectateurs[58] (première diffusion)
- France : 2,9 millions de téléspectateurs[59] (première diffusion)

- Amy Acker (Astrid, Nova)
- Geoff Gustafson (Furtif)
- David-Paul Grove (Prof)
- Faustino Di Bauda (Dormeur)
- Jeffrey Kaiser (Simplet)
- Mig Macario (Timide)
- Ken Kramer (Chef)
- Richard Ian Cox (Observateur)
- Michael Rinaldi (nain aidant)
- Paul Chevreau (homme maigre)
- Elizabeth McCarthy (femme corpulente)

- Cet épisode est centré sur les nains et particulièrement Grincheux / Leroy.

### Épisode 15:Le Grand Méchant Loup
- États-Unis /  Canada : 11 mars 2012 sur ABC / CTV
- Belgique : 24 septembre 2012 sur BeTV
- France : 5 janvier 2013 sur M6
- Québec : 14 avril 2014 sur AddikTV

- États-Unis : 9,29 millions de téléspectateurs[60] (première diffusion)
- Canada : 1,51 million de téléspectateurs[61] (première diffusion)
- France : 2,9 millions de téléspectateurs[59] (première diffusion)

- Eion Bailey (August)
- Jesse Hutch (Peter)
- Bill Dow (le maire Tomkins)

- Cet épisode est centré sur Scarlet, Ruby et le Grand Méchant Loup.

### Épisode 16:Le Chemin des ténèbres
- États-Unis /  Canada : 18 mars 2012 sur ABC / CTV
- Belgique : 24 septembre 2012 sur BeTV[62]
- France : 5 janvier 2013 sur M6
- Québec : 21 avril 2014 sur AddikTV

- États-Unis : 8,69 millions de téléspectateurs[63] (première diffusion)
- Canada : 1,25 million de téléspectateurs[64] (première diffusion)
- France : 2,7 millions de téléspectateurs[59] (première diffusion)

- Eion Bailey (August)
- Jim Shield (garde royal)
- Edward Foy (chevalier noir)
- David-Paul Grove (Doc)
- Faustino Di Bauda (Walter / Dormeur)
- Jeffrey Kaiser (Simplet)
- Mig Macario (Timide)

- Cet épisode est centré sur Blanche-Neige.

### Épisode 17:Le Chapelier fou
- États-Unis /  Canada : 25 mars 2012 sur ABC / CTV
- Belgique : 1er octobre 2012 sur BeTV[65]
- France : 12 janvier 2013 sur M6
- Québec : 28 avril 2014 sur AddikTV

- États-Unis : 8,82 millions de téléspectateurs[66] (première diffusion)
- Canada : 1,34 million de téléspectateurs[67] (première diffusion)
- France : 2,81 millions de téléspectateurs[68] (première diffusion)

- Sebastian Stan (Jefferson / Le chapelier fou)
- Tony Perez (Valet)
- Jennifer Koenig (la reine des cœurs)
- Ali Skovbye (Paige / Grace)
- Donald Adams (vendeur)
- Roger Daltrey (la Chenille (VO))
- Paul McGillion (soldat de la reine des cœurs)
- Laura Wilson (Mme Grace)
- Scott E. Miller (M. Grace)

Alors qu'elle est à la recherche de Mary Margaret qui a disparu, Emma se fait enlever par un homme, Jefferson, dont la passion pour les chapeaux le rend presque fou, convaincu qu'il vient du monde des contes de fées. On découvre que c'est M. Gold qui a mis la clé dans la cellule de Mary Margaret. Emma, après avoir vu Paige, la fille de Jefferson, demande le livre à Henry. Elle commence à croire à la magie.
- Cet épisode est centré sur Jefferson / le Chapelier fou.

### Épisode 18:Daniel
- États-Unis /  Canada : 1er avril 2012 sur ABC / CTV
- Belgique : 1er octobre 2012 sur BeTV[69]
- France : 12 janvier 2013 sur M6
- Québec : 5 mai 2014 sur AddikTV

- États-Unis : 8,36 millions de téléspectateurs[70] (première diffusion)
- Canada : 1,41 million de téléspectateurs[71] (première diffusion)
- France : 2,71 millions de téléspectateurs[68] (première diffusion)

- Tony Perez (Valet / père)
- Barbara Hershey (Cora)
- Noah Bean (Daniel, le garçon d'écurie)
- Richard Schiff (le roi Leopold)
- Bailee Madison (Blanche-Neige jeune)

Dans le monde féerique, avant que la méchanceté ne s'empare d'elle, Regina doit faire un choix entre soit trahir sa mère Cora en épousant Daniel, le valet de ferme dont elle est amoureuse, ou épouser un roi qu'elle n'aime pas. L'élément déclencheur de la haine de la Reine envers Blanche-Neige est révélé, elle a trahi son secret et causé la mort de Daniel.
- Cet épisode est centré sur Regina / la Méchante Reine.

### Épisode 19:Le Bon Fils
- États-Unis /  Canada : 22 avril 2012 sur ABC / CTV
- Belgique : 8 octobre 2012 sur BeTV[72]
- France : 12 janvier 2013 sur M6
- Québec : 12 mai 2014 sur AddikTV

- États-Unis : 9,08 millions de téléspectateurs[73] (première diffusion)
- Canada : 1,47 million de téléspectateurs[74] (première diffusion)
- France : 2,5 millions de téléspectateurs[68] (première diffusion)

- Dylan Schmid (Baelfire)
- Conner Dwelly (Morraine)
- Greyston Holt (Jim / Frederick)
- Gabe Khouth (M. Clark / Atchoum)
- Mig Macario (Timide)
- Jarod Joseph (Billy)
- Christina Gooding (servante muette)
- Michael Roberds (singe chauffeur)

Dans le monde des contes, Baelfire conclu un marché avec son père pour que celui-ci renonce à ses pouvoirs s'il trouve un moyen de lui retirer. Rumplestiltskin tue Onora la servante, croyant qu'elle a entendu leur conversation au sujet du couteau qui peut servir à le dominer. Baelfire reçoit un Haricot Magique de Reul Ghorm mais Rumplestiltskin refuse de le suivre, il regrette son choix en perdant son fils.
- Cet épisode est centré sur Rumplestiltskin et Baelfire.

### Épisode 20:La Promesse de Pinocchio
- États-Unis /  Canada : 29 avril 2012 sur ABC / CTV
- Belgique : 8 octobre 2012 sur BeTV[75]
- France : 19 janvier 2013 sur M6
- Québec : 19 mai 2014 sur AddikTV

- États-Unis : 9,20 millions de téléspectateurs[76] (première diffusion)
- Canada : 1,41 million de téléspectateurs[77] (première diffusion)
- France : 2,85 millions de téléspectateurs[78] (première diffusion)

- Tony Amendola (Marco / Geppetto)
- Jakob Davies (Pinocchio)
- Rick Dobran (Raskind)
- Isaiah Lehtinen (Gordie)

Dans le monde des contes de fées, alors que la malédiction orchestrée par la Méchante Reine est sur le point de prendre forme, Geppetto est d'accord pour construire une armoire qui pourrait sauver la fille de Blanche-Neige et du Prince Charmant à la condition que son propre fils puisse s'y abriter et soit aussi sauvé.

### Épisode 21:La Pomme empoisonnée
- États-Unis /  Canada : 6 mai 2012 sur ABC / CTV
- Belgique : 15 octobre 2012 sur BeTV
- France : 19 janvier 2013 sur M6
- Québec : 26 mai 2014 sur AddikTV

- États-Unis : 8,95 millions de téléspectateurs[79] (première diffusion)
- Canada : 1,6 million de téléspectateurs[80] (première diffusion)
- France : 2,8 millions de téléspectateurs[78] (première diffusion)

- David-Paul Grove (Doc)
- Sebastian Stan (Jefferson / Le chapelier fou)
- Faustino Di Bauda (Walter / Dormeur)
- Jeffrey Kaiser (Simplet)
- Mig Macario (Timide)

Emma tente de quitter Storybrooke avec Henry, mais celui-ci la force à revenir dans la ville. Henry apprend que August est Pinocchio. Regina s'aperçoit que son pommier meurt et va voir M. Gold pour lui dire que la malédiction s'affaiblit. Elle concocte un plan pour se débarrasser d'Emma pour toujours. Mais c'est Henry qui mange le chausson aux pommes qu'elle a préparé, car il veut prouver que la malédiction est réelle : il tombe dans le coma.
- Cet épisode est centré sur Blanche-Neige et Regina.

### Épisode 22:Le Véritable Amour
- États-Unis /  Canada : 13 mai 2012 sur ABC[81] / CTV
- Belgique : 15 octobre 2012 sur BeTV
- France : 19 janvier 2013 sur M6
- Québec : 2 juin 2014 sur AddikTV

- États-Unis : 9,66 millions de téléspectateurs[82] (première diffusion)
- Canada : 1,53 million de téléspectateurs[83] (première diffusion)
- France : 2,8 millions de téléspectateurs[78] (première diffusion)

- Sebastian Stan (Jefferson / le Chapelier fou)
- Jarod Joseph (Billy)
- Ingrid Torrance (infirmière sévère)
- Charles Zuckerman (chevalier noir #1)

Dans le monde des contes, Rumplestiltskin demande au Prince Charmant de cacher la fiole dans la tête d'un dragon.